# Tonino Zugarelli
Antonio Zugarelli, detto Tonino (Roma, 17 gennaio 1950), è un ex tennista italiano.

## Biografia
Di origini siciliane, si avvicina al tennis facendo il raccattapalle nei circoli sportivi di Roma nord. Milita nelle squadre di calcio giovanile della Roma, ma inviato in prestito in Serie D, abbandona il calcio a 17 anni.
È allora individuato da Mario Belardinelli che lo avvia al tennis professionistico allenandolo presso il Centro Tecnico Federale di Formia insieme a un gruppo già formato di giovani tennisti come Adriano Panatta, Paolo Bertolucci, Massimo Di Domenico e Vincenzo Franchitti. Nel 1971, a Smirne, vince la medaglia di bronzo, nel doppio, ai Giochi del Mediterraneo, in coppia con Adriano Panatta.
È stato in grado di giocare a tennis ad alti livelli nonostante la mancanza di una falange del pollice della mano destra, dovuta a un incidente da ragazzo. 
In singolare vanta un titolo ATP, su due finali disputate, conquistato nel 1976 al torneo di Båstad, dove superò in finale il compagno di Davis Corrado Barazzutti col punteggio di 4-6, 7-5, 6-2, diventando il quarto tennista italiano a conquistare un torneo del circuito maggiore in era Open.
In doppio ha conquistato un titolo su 6 finali raggiunte. 
Componente della squadra italiana che nel 1976 vinse la prima Coppa Davis della sua storia, i cosiddetti "quattro moschettieri", ricopriva il ruolo di riserva di lusso, dietro ai titolari Adriano Panatta e Corrado Barazzutti (nei singolari) e alla coppia Panatta-Bertolucci nel doppio. Questo non gli impedì di giocare alcuni importanti incontri e di dare un contributo fondamentale alla vittoria del trofeo, quando fu schierato come singolarista al posto di Barazzutti nella vittoriosa trasferta sull'erba di Wimbledon contro l'Inghilterra, dove batté Roger Taylor e John Lloyd. Fu schierato, anche se a risultato ormai acquisito, nella vittoriosa finale contro il Cile, venendo sconfitto in tre set da Belus Prajoux.
Nel 1977 fu finalista agli Internazionali d'Italia, unico tennista italiano, insieme ad Adriano Panatta e Jannik Sinner ad aver compiuto l'impresa nell'era Open. A sconfiggerlo nell'atto conclusivo fu Vitas Gerulaitis col punteggio di 2–6, 7–6(5), 6–2, 7–6(1).
Il 12 giugno 1977 raggiunse il suo miglior ranking ATP, arrivando alla 24ª posizione mondiale.
Il 19 luglio 1979, nel secondo turno del torneo di Båstad, raccolse soltanto un gioco (6-0, 6-1) contro Björn Borg, in una delle due sconfitte più pesanti mai subite da un tennista italiano contro un numero 1 della classifica mondiale in un incontro al meglio dei tre set.
Nello stesso anno, in Coppa Davis, fu quello che soffrì maggiormente la conduzione del capitano non giocatore Nicola Pietrangeli non più affiancato dal responsabile tecnico Belardinelli. Nel primo incontro contro la Svezia, a Båstad, a risultato acquisito, Pietrangeli gli chiese di scendere il campo. Zugarelli lo fece controvoglia e perse malamente. Il mese dopo, nella finale europea contro la Spagna, di fronte all'incandescente pubblico di Barcellona, Pietrangeli chiese ancora una volta al tennista di disputare l'ultimo ininfluente incontro ma stavolta Zugarelli si oppose. A fine anno, Pietrangeli escluse Zugarelli dalla sponsorizzazione per la squadra da lui ottenuta dalla Martini & Rossi, ritenendolo ormai inaffidabile. La squadra richiese il ritorno di Belardinelli e la sponsorizzazione anche per Zugarelli. Fu quest'ultimo rifiuto a determinare l'esonero anticipato di Pietrangeli.
La carriera di Zugarelli in Coppa Davis si concluse nel 1979, con un totale di 15 incontri giocati in singolare (6 vittorie e 9 sconfitte). In quello stesso anno, la squadra italiana raggiunse la finale e il tennista romano fu protagonista di una determinante vittoria nell'unico incontro di doppio da lui disputato nella manifestazione, contro la Gran Bretagna, in coppia con Barazzutti. In singolare fu sconfitto da John McEnroe nella finale persa per 5-0 dall'Italia contro gli Stati Uniti.
Lasciò il tennis professionistico nel novembre 1982.

## Statistiche

### Singolare

#### Vittorie (1)
| Legenda                |
| Grande Slam (0)        |
| Tennis Masters Cup (0) |
| ATP Masters Series (0) |
| ATP Tour (1)           |

| No. | Anno | Torneo               | Superficie  | Avversario in finale | Punteggio     |
| 1.  | 1976 | Swedish Open, Båstad | Terra rossa | Corrado Barazzutti   | 4–6, 7–5, 6–2 |

#### Finali perse (1)
| No. | Anno | Torneo                        | Superficie  | Avversario in finale | Punteggio                |
| 1.  | 1977 | Internazionali d'Italia, Roma | Terra rossa | Vitas Gerulaitis     | 2–6, 7–6(5), 6–2, 7–6(1) |

### Doppio

#### Vittorie (1)
| Legenda                |
| Grande Slam (0)        |
| Tennis Masters Cup (0) |
| ATP Masters Series (0) |
| ATP Tour (1)           |

| No. | Anno | Torneo                      | Superficie  | Compagno           | Avversario in finale         | Punteggio     |
| 1.  | 1978 | Brussels Outdoor, Bruxelles | Terra rossa | Jean-Louis Haillet | Onny Parun / Vladimír Zedník | 6–3, 4–6, 7–5 |

#### Finali perse (5)
| No. | Anno | Torneo                        | Superficie       | Compagno           | Avversari in finale               | Punteggio |
| 1.  | 1975 | Munich WCT, Monaco di Baviera | Sintetico indoor | Corrado Barazzutti | Bob Hewitt / Frew Donald McMillan | 6-3, 6-4  |
| 2.  | 1976 | Trofeo Lois, Valencia         | Terra rossa      | Corrado Barazzutti | Juan Gisbert / Manuel Orantes     | ?         |
| 3.  | 1978 | Baltimore Open, Baltimora     | Sintetico indoor | Roger Taylor       | Frew McMillan Fred McNair         | 6–3, 7–5  |
| 4.  | 1978 | Bologna Indoor, Bologna       | Sintetico indoor | Jean-Louis Haillet | Peter Fleming John McEnroe        | 6–1, 6–4  |
| 5.  | 1979 | Austrian Open, Kitzbuhel      | Terra rossa      | Dick Crealy        | Željko Franulović Heinz Günthardt | 6-2, 6-4  |